# 아보시역
아보시역(일본어: 網干駅 아보시에키[*], あぼしえき}})은 일본 효고현 히메지시에 위치한 서일본 여객철도의 역이다. 역 서쪽에 아보시 종합 차량소가 있어 출입고를 겸하여 아보시 역에서 시종착하여 오사카역 방면으로 운행하는 열차가 많고 야간 주박을 행하는 열차도 다수 설정되어 있다. 낮 시간대의 오사카 방면에서의 쾌속 열차 (니시아카시역 이서 구간에서 보통으로 운행)는 아보시 역에서 절반이 종착하며 나머지 절반은 가코가와역에서 종착한다. 12량 편성의 열차가 아보시 역에서 증결 및 분리를 행하기 때문에 일본에서 시판되는 철도 시각표에 쓰루가 시발 마이바라 경유 반슈아코 행 신쾌속으로 명시된 열차들 중 4량 편성만 반슈아코까지 운행한다. 또 오사카 방면의 경우 휴일 아침에 1편 존재하는 가미고리 시발 마이바라 경유 오미시오쓰 행 신쾌속도 편성 증결이 이루어지는 아보시 역 시발로 취급된다. 덧붙여 매일 저녁에 3편 아보시 발 도카이도 본선 오가키 행 쾌속 열차가 운행한다. 마이바라 이동 구간은 도카이 여객철도 구간을 운행하며 총연장 245km 구간을 약 4시간 동안 장거리 운전한다.

## 역 구조
단식과 섬식이 뒤섞인 복합형 승강장으로 2면 3선의 교상역이다. 1번 승강장이 상행 본선, 2번 승강장이 하행 본선, 3번 승강장이 상하행 겸용 예비선이다. 이 밖에 3번 승강장의 남쪽에는 승강장이 없는 대피선 몇 개가 존재하여 주로 히메지역 방면에서 회송되어 오는 입고 열차가 사용하고 있다.

### 승강장
| 1 | ■ 산요 본선 | 반슈아코 · 오카야마 방면 |
| 2 | ■ 산요 본선 | 히메지 · 오사카 방면     |
| 3 | ■ 산요 본선 | 히메지 · 오사카 방면     |

## 역사
- 1889년 11월 1일: 산요 철도 히메지역 ~ 다쓰노역 간의 노선 개업과 동시에 신설되었다.
- 1906년 12월 1일: 국유화에 따라 일본국유철도 소속이 되었다.
- 1909년 10월 12일: 노선 명칭 제정으로 산요 본선의 소속이 되었다.
- 1987년 4월 1일: 민영화에 따라 서일본 여객철도의 소속이 된다.
- 2003년 11월 1일: 이코카의 사용이 개시되었다.

## 인접정차역
| 서일본 여객철도 산요 본선  | 서일본 여객철도 산요 본선 | 서일본 여객철도 산요 본선 |
| -------------------------- | ------------------------- | ------------------------- |
| 하리마카쓰하라 쓰루가 방면 | ■ JR 고베 선              | 다쓰노 반슈아코 방면      |
| 하리마카쓰하라 히메지 방면 | ■ 산요 본선 · 아코 선     | 다쓰노 오카야마 방면      |